# Oscar Montelius
Gustaf Oscar Augustin Montelius (født 9. september 1843 i Stockholm, død 4. november 1921 sammesteds) var en svensk oldtidsforsker og kulturhistoriker.
Montelius blev student 1861, Dr. phil. 1869. Allerede 1863 begyndte han som assistent hos rigsantikvaren at arbejde i Statens historiska Museum og udnævntes 1868 til ekstraordinær amanuensis ved »Vitterhets-, Historie- och Antiquitetsakademien«, ved hvilket han 1871 blev anden og 1880 første amanuensis. I 1888 blev han professor ved Statens historiska Museum. I 1907 overtog han efter Hans Hildebrand rigsantikvarembedet og dermed også formelt den ledende stilling i svensk arkæologi, som han reelt havde haft længe forinden. Montelius udgivne skrifter er så talrige, at de alene udgør et helt bibliotek.

## Montelius dateringsmetode
Ved sine arkæologiske forskninger har han navnlig søgt at udvikle og anvende den strengt videnskabelige, i væsentlig grad på det typologiske, »naturhistoriske« sammenhæng mellem formerne hvilende metode, for hvilken han har gjort rede i »Den förhistoriska fornforskarens metod och material« (i »Antiquarisk tidskrift för Sverige«, 1884 og »Die typol. Methode« 1903). Om metoden forklarede Montelius selv, at den gik ud på at udvælge sammensatte fund (det vil sige fund med flere arkæologiske genstande, der i kraft af metoden med sikkerhed kunne anses som samtidige), fx en grav eller en nedgravet skat. De enkelte fund blev der efter beskrevet efter type og udseende, fx som "bronzeøkser med korte sidekanter og en tværstang, der skulle bære vægten af slaget" eller "bronzedolk med trekantet blad og fire naglehuller til anbringelse af fæstet". På denne måde ville det vise sig, at nogle typer ofte eller altid forekom sammen med bestemte andre genstande, mens andre aldrig optrådte sammen. Når man således havde beskrevet et stort antal fund, ville der fremstå et antal lister over genstande, der hørte sammen. Hver af disse genstandsgrupper måtte tilhøre deres bestemte tidsalder eller periode, hvorfor enhver fremtidig forekomst af disse genstande ville tidsfæste nye fund til samme periode. Næste skridt var at ordne fundgrupperne efter alder. Montelius mente, at typologi-princippet kunne anvendes hertil. Ved at sammenligne genstandene ville man se, at visse træk syntes at pege på en given rækkefølge, fx blev øksebladet for bronzeøkser med tiden længere og længere. Ved at sammenligne udviklingsforløbet for flere genstandstyper, ville man se, om modsvarende træk også gik igen for disse og derved bekræfte, at rækkefølgen var rigtig. Først skulle dette gøres i det enkelte land, der efter på lignende måde skulle man sammenligne med andre landes fundgrupper. Montelius forudså, at sammenligningerne til sidst ville omfatte hele Europa, hvor der således ville være mulighed for at opstille lister over uens fund i de enkelte lande men af samme alder.
Efter sin ansættelse ved Statens historiske Museum foretog Montelius hvert år i ulige dele af Sverige forskningsrejser, på hvilke han undersøgte mindesmærkerne fra den forhistoriske tid, især i de midterste og sydlige dele af Sverige, og gennem talrige udenlandsrejser gjorde han sig bekendt med alle vigtigere arkæologiske samlinger i Europa. Ved sit store arbejde lykkedes det ham med tiden at nå målet og blandt andet at påvise, at samme sværdtype, der i England var lavet af bronze, forekom i Østrig men her lavet af jern (hvoraf kunne sluttes hvorfra overgangen fra bronzealder til jernalder var sket). Det store arbejde blev af Montelius i 1885 offentliggjort i afhandlingen "Om tidsbestämning inom bronsåldern".
Omtrent på samme tid lykkedes det arkæologerne at binde Grækenlands forhistorie tidsmæssigt sammen med Ægyptens, og dermed blev det i kraft af de absolutte år kendt fra skriftligt materiale muligt tillige at sætte absolutte år på Europas bronzealder. I 1892 kunne han offentliggøre slægtsskabet mellem græsk og orientalsk kronologi, i 1897 udvidet til Italien, i 1898 Nordtysklands og Nordens kronologi, i 1900 Frankrigs og Nederlandenes, i 1908 Englands og Skotlands. I 1910 var hele Europa dækket med en kronologi bestående af absolutte årstal tilbage til bronzealderens begyndelse.

## Foredragsholder og redaktør
Han var til kort før sin død en både i ind- og udlandet skattet foredragsholder. Fra 1874 var Montelius sekretær i »Svenska Fornminnesföreningen« og redigerede dens »Tidskrift«, siden 1880 redaktør af det Letterstedt’ske »Nordisk tidskrift«, 1874—80 redigerede han »Bidrag till kännedom om Göteborgs och Bohusläns fornminnen och historia«. Til sin død var han ubestridt oldkyndighedens ledende personlighed.

## Forfatterskab
Blandt hans skrifter kan nævnes:
- Från jernåldern (1869)
- Sveriges forntid (1874)
- Lifvet i Sverige under hednatiden (1873)
- "Bronsvagnen från Ystad" (Vitterhetsakademiens Månadsblad; Stockholm 1873)
- Bohusländska fornsaker, 3 vol. (1874-1879)
- Sur les tombeaux et la topographie de la Suede pendant l'age de la pierre. (1876)
- Sveriges historia från äldsta tid till våra dagar (1875-1877)
- Spännen från bronsåldern och ur dem närmast utvecklade former (i »Antiquarisk tidskrift för Sverige«, 1880—82),
- The civilisation of Sweden in heathen times (1888),
- "Förbindelse mellan Skandinavien och vestra Europa före Kristi födelse" (Svenska Fornminnesföreningens Tidskrift; Stockholm 1889)
- La civilisation primitive en Italie depuis l'introduction des métaux (1895),
- Les temps préhistoriques en Suéde et dans les autres pays scandinaves (1895),
- Den nordiska Jernalderns kronologi (i »S. Fornminnesforeningens Udskrift«, 1895—97),
- La civilisation primitive en Italie depuis l’introduction des métaux (1. Del 1895, 2. Del 1904, Tekst 1910),
- "Den nordiska jernålderns kronologi" (Svenska fornminnesföreningens tidskrift 9; 1897)
- Der Orient und Europa (1. Del 1899),
- "Solgudens yxa och Tors hammare" (Svenska Fornminnesföreningens Tidskrift; Stockholm 1899)
- Die Chronologie der ältesten Bronzezeit in Nord-Deutschland und Skandinavien,
- Orienten och Europa (1905 i »Ant. tidskr.«),
- Kulturgeschichte Schwedens (1906),
- Minnen från vår forntid (Sten- og Bronzealder) (1917),
- Vår forntid (1919)

### På internettet
- "Orienten och Europa" i Antiqvarisk tidskrift för Sverige 13:1; s. 1-240 (svensk)
- "Boning, grav och tempel" i Antiqvarisk tidskrift för Sverige 21:1; s. 1-192 (svensk)
- "Dolkar, spjut- och pilspetsar av ben och sten, särskilt inom det germanska området" i Antiqvarisk tidskrift för Sverige 22:2; s. 1-90 (svensk)
- "Ringsvärd och närstående typer" i Antiqvarisk tidskrift för Sverige 22:5; s. 1-60 (svensk)
- Sveriges forntid: försök till framställning af den svenska fornforskningens resultat; Text, 1, Stenåldern (1874) (svensk)
- "De svenska flintyxornas olika typer. Ett bidrag till frågan om den nordiska stenålderns indelning" i Antropologisk Tidskrift, Band I, N:r 3 (1873) (svensk)
- "Den antropologiska och arkeologiska literaturen i Skandinavien under åren 1873 och 1874" i Antropologisk Tidskrift, Band I, N:r 4 (1873) (svensk)
- Die Kultur Schwedens in vorchristlicher Zeit; Berlin 1885 (tysk)
- Om tidsbestämning inom bronsåldern; Stockholm 1885 (svensk)
- "Bronsåldern i Egypten" i Ymer 1988 (svensk)
- "Stenåldersgrafvar begagnade under bronsåldern" i Fornvännen 1906 (svensk)
- ""Vadstena-Brakteaten" och en nyfunnen guldbrakteat präglad med samma stamp" i Fornvännen 1906 (svensk)
- Kulturgeschichte Schwedens von den ältesten zeiten bis zum elften jahrhundert nach Christus; Leipzig 1906 (tysk)
- "De mykenska kupolgrafvarna och de nordiska gånggrifterna" i Fornvännen 1909 (svensk)
- "Hjulformiga spännen" i Fornvännen 1909 (svensk)
- Mästerstycken i Statens historiska museum. Häfte 1. (1912) (svensk)
- "När började man allmänt använda järn?" - 1 del i Fornvännen 1913 (svensk)
- "När började man allmänt använda järn?" - 2 del i Fornvännen 1913 (svensk)
- "Svenska runstenar om färder österut. Ett bidrag till vikingatidens historia" i Fornvännen 1914 (svensk)
- "Guldarbeten från bronsåldern funna i Sverige" i Fornvännen 1916 (svensk)
- "Dolkar, spjut- och pilspetsar av ben och sten särskilt inom ået germanska området" i Antiqvarisk tidskrift för Sverige, Del 22, nr. 2 (svensk)